# Royal Johannesburg & Kensington Golf Club
De Royal Johannesburg & Kensington Golf Club is een golfclub in Johannesburg, Zuid-Afrika. De club is opgericht in 1998 en heeft twee 18-holes golfbanen met een par van 72.
De club is in 1998 ontstaan door een fusie tussen de Royal Johannesburg Golf Club en de Kensington Golf Club. De baan van de Kensington Club werd verkocht en van de opbrengst werden het clubhuis en de twee banen van de Royal Johannesburg gerenoveerd. Het club is ook de zetel van de Transvaal Golf Union.

## De banen
De club heeft twee 18 holesbanen, de Oostbaan en de Westbaan, beide met een par van 72. Voor het kampioenschap bij de heren is de lengte bij de Oostbaan 7001 m en bij de Westbaan 6586 m.

#### De Westbaan

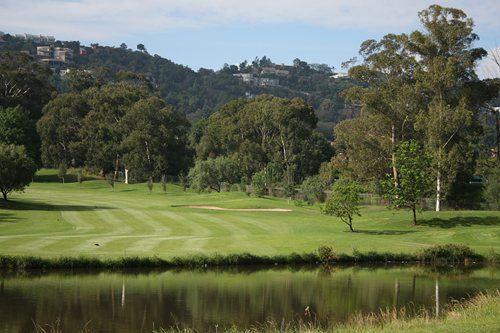
Hole 6 van de Westbaan

De Westbaan is de oudste baan en dateert uit 1909, toen de Johannes Golf Club naar deze locatie verhuisde. Het is bijna de oudste golfclub van Zuid-Afrika, de oudste golfclub is de Royal Cape Golf Club, opgericht in 1885.
De Jukskei rivier loopt van West naar Oost dwars door beide golfbanen. De bekendste hole is hole 4, waar de Jukskei langs de linkerkant van de fairway loopt en voor de green langs. De golfbaan ligt aan de voet van de Linksfield Ridge.

#### De Oostbaan

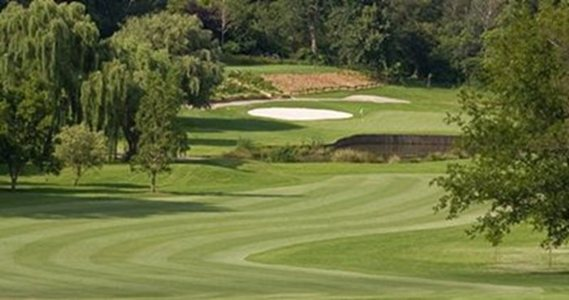
Hole 6 van de Oostbaan

De Oostbaan is in 1935 door de Royal Johannes Golf Club aangelegd, vier jaar nadat aan de club door koning George V het predicaat Koninklijk werd verleend. Hij is langer dan de Westbaan.
Na de fusie in 1999 zijn beide banen gemoderniseerd en zijn de greens groter gemaakt.
Er worden op de Oostbaan veel internationale toernooien gespeeld zowel van de Sunshine Tour als van de Europese PGA Tour. In het verleden werd hier het Zuid-Afrikaans Amateur Kampioenschap en 7 keer het Zuid-Afrikaans Open gespeeld, sinds 2007 is de club gastheer van het Joburg Open.
 Hole 11 is vanaf de backtee 457 meter en volgens de club daarmee de langste par-4 hole ter wereld.
Volgens The World Atlas of Golf behoren twee golfclubs in Zuid-Afrika tot de top 100, de Royal Johannesburg en de Durban Country Club.

## Golftoernooien
- South African Amateur Strokeplay Championship: 1980 & 1991
- Vodacom Players Championship: 1992 & 1993
- Vodacom Series: 1995 & 1996
- South African Women's Open: 2003-2005
- Joburg Open: 2007-heden